# Joan Bláfoss
Joan Bláfoss (født 11. september 1980) er en dansk/færøsk triatlet og løber som er medlem af KTK 86.
Bláfoss dyrkede rytmisk gymnastik i sin ungdom.
Hun prøvede triathlon første gang, da hun var elev på Idrætshøjskolen i Sønderborg 2002, men kom først rigtig i gang med systemstisk træning i 2004. I 2007 debuterede hun i internationale konkurrencer, idet hun deltog i 7.3 i Antwerpen i Belgien. Efterfølgende stillede hun op til DM i duathlon på langdistance. Hun vandt mesterskabet og blev udtaget til VM i lang duathlon, hvor hun opnåede en 6. plads. I 2008 kom den første internationale sejr, da hun vandt halvironmanen i Lissabon. Konkurrencen var også udtagelse til VM i langdistance triathlon.
I favorit disciplin løb har hun nået resultater på nationalt niveau; bl.a DM-sølv på 10 km landevej 2008 og 2010 samt bronze på lang cross 2008.
Bláfoss trænes af Jens Lunekilde.
Bláfoss læste medicin på Københavns Universitet og blev uddannet læge i 2012. Siden 2012 har hun arbejdet som reservelæge ved Sygehus Sønderjylland

## Internationale mesterskaber og løb
- 2011 Frankfurt marathon, blev nummer 34 og satte ny færøsk rekord i marathonløb med tiden 2.50.09 timer.[2]
- 2008 VM lang (4km, 120km, 30km) indivduelt: 7.plads, hold:  Guld
- 2007 Island Games, Rhodos Hold-triatlon  Sølv
- 2007 VM duathlon langdistance 6. plads

## Danske mesterskaber
- Sølv 2010 DM 10km landevej, løb
- Bronze 2008 DM lang (½ ironman), triatlon
- Bronze 2008 DM sprint, triatlon
- Sølv 2008 DM-holdsprint, triatlon
- Sølv 2008 DM 10km landevej, løb
- Bronze 2008 DM lang cross, løb
- Sølv 2007 DM triatlon sprint individuel
- Guld 2007 DM holdsprint
- Bronze 2007 DM kortdistance
- Guld 2007 DM duatlon langdistance
- Guld 2006 DM holdsprint